# Polygontoning
Polygontoning är en teknik för att skapa realism i tredimensionell datorgrafik. Polygontoning bygger på att tredimensionella objekt bryts ned till polygonytor, vilka sedan ritas ut på skärmen. Polygontoningen bestämmer med vilka färgintensiteter polygonytorna ska ritas ut.
Den enklaste formen av polygontoning kallas flat toning och innebär att varje polygonyta målas med endast en enda färgintensitet. Färgintensiteten erhålls med hjälp av en belysningsmodell. Bilder som är genererade med flat toning blir ofta väldigt kantiga och orealistiska, i synnerhet om polygonytorna är få och stora. Fördelen med flat toning är att den kräver betydligt mindre processorkapacitet än mer realistiska toningar.
Gouraudtoning ger mer realistiska bilder än flat toning, men kräver också mer beräkningskapacitet. Vid Gouraoudtoning beräknas en färgintensitet för varje hörn i polygonytorna som utgör objektet, och dessa interpoleras sedan över polygonytan.
Phongtoning är väsentligen mer beräkningskrävande än Gouraudtoning, men ger också mycket realistiska bilder, speciellt för blanka objekt. Vid Phongtoning beräknas normalvektorer i varje polygonhörn. Normalvektorerna interpoleras över polygonytan, och i varje punkt beräknas en färgintensitet med hjälp av en belysningsmodell.